# Operation Tannenberg

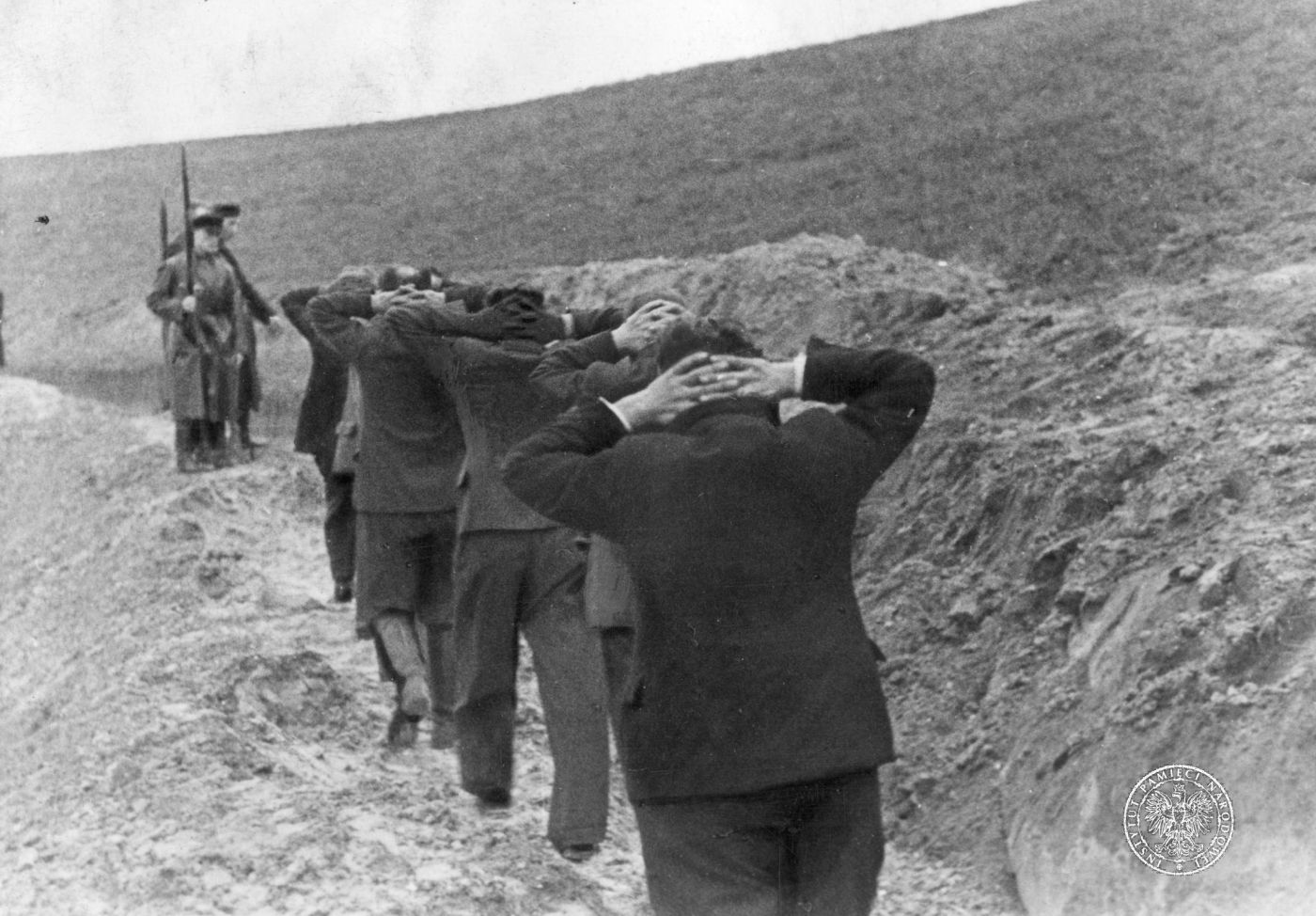
Polska lärare i Bydgoszcz förs bort för att skjutas av Volksdeutscher Selbstschutz i Dödens dal.

Operation Tannenberg var en tysk operation med syfte att försvaga motståndsviljan och förmågan hos den polska befolkningen genom att mörda dess tänkbara ledare. 

## Planering
Tysk underrättelsetjänst samarbetade med den tyska befolkningen i de polska områdena (så kallade Volksdeutsche). Operationen förbereddes genom kartläggning av mer än 61 000 polska aktivister, intelligentia, skådespelare, artister och reservofficerare. Operation Tannenberg, uppkallad efter slaget vid Tannenberg där Tyska Orden besegrades av polsk-litauiska styrkor 1410, utfördes på order av Adolf Hitler.

## Genomförande
Redan i augusti 1939 arresterades och sköts 2 000 polacker i Tyskland. Den 1 september 1939 påbörjades den andra fasen där 20 000 polacker mördades i 760 massavrättningar. Den paramilitära 82 000 man starka tyska organisationen Selbstschutz spelade en viktig roll i verkställandet av operationen. Operationen igångsattes månaderna efter krigsutbrottet den 1 september 1939 och de kartlagda kom att interneras eller skjutas. Koncentrationslägret Stutthof i Pommern togs i bruk i samband med operationen.